# The Fan (1996)
The Fan is een Amerikaanse speelfilm uit 1996, geregisseerd door Tony Scott. De film is gebaseerd op de roman The Fan uit 1995 van Peter Abrahams.

## Verhaal
Bobby Rayburn is een bekende honkbalspeler die gaat spelen voor de San Francisco Giants. De grote fan Gill Renard, ziet zijn favoriete speler Rayburn, zijn slechtste seizoen spelen. De fan probeert hem te helpen. Maar met deze steun overtreedt Renard alle regels.

## Rolverdeling
| Acteur             | Personage     |
| ------------------ | ------------- |
| Robert De Niro     | Gil Renard    |
| Wesley Snipes      | Bobby Rayburn |
| Ellen Barkin       | Jewl Stern    |
| John Leguizamo     | Manny         |
| Benicio del Toro   | Juan Primo    |
| Patti D'Arbanville | Ellen Renard  |
| Chris Mulkey       | Tim           |

## Filmmuziek
De muziek voor The Fan werd gecomponeerd door Hans Zimmer.